# Bitwa morska pod Prewezą
Bitwa morska pod Prewezą – starcie zbrojne w dniu 28 września 1538 r., u wybrzeży Prewezy pomiędzy flotą osmańską a siłami antytureckiej Ligi Świętej, w trakcie IV wojny wenecko-tureckiej (1536–1540).

## Wprowadzenie
W roku 1537 Hajreddin zwany Barbarossa, głównodowodzący floty osmańskiej Turcji, wpłynął na Morze Jońskie, oblegając wenecką twierdzę w Korfu i pustosząc wybrzeża południowoitalskiej Kalabrii. W odpowiedzi na zagrożenie ze strony tureckiej, papież Paweł III w lutym 1538 r. zwołał Ligę Świętą, w której skład oprócz wojsk papieskich weszły wojska Hiszpanii, Wenecji i Genui. Flota sprzymierzonych latem tego samego roku liczyła 302 jednostki (162 galery i 140 barek), z czego 55 galer pochodziło z Wenecji, 49 z Hiszpanii, a 27 było własnością państwa kościelnego i zakonu joannitów. Jej naczelnym dowódcą został Andrea Doria, genueński admirał w służbie cesarza Karola V. Znacznie mniejsze siły Barbarossy składały się ze 122 większych i mniejszych galer.

## Działania poprzedzające
Członkowie Ligi Świętej zdecydowali o połączeniu swych sił w okolicy wyspy Korfu. Pierwsze dotarły na miejsce okręty papieskie pod wodzą Marco Grimaniego oraz weneckie dowodzone przez Vittore Capello. 22 września dołączyła do nich flota hiszpańsko-genueńska Andrea Dorii. Na jego polecenie Grimani podjął próbę lądowania w pobliżu twierdzy Preweza na północno-zachodnim wybrzeżu Grecji. Zmuszony był jednak wycofać się potyczce z Turkami zakończonej znacznymi stratami chrześcijan. Tymczasem Barbarossa stacjonował na egejskiej wyspie Kos, skąd później po ataku na Cefalonię popłynął w kierunku Prewezy. Jeden z najstarszych dowódców tureckich – Sinan Reis, nakłaniał go, by wydał nakaz lądowania pod Akcjum w zatoce Arty w pobliżu Prewezy. Przeciwny temu Barbarossa, ostatecznie zgodził się na to pod naciskiem żołnierzy i dowódców. Lądowanie jednak się nie powiodło i wojska Murata Reisa pod silnym ostrzałem floty przeciwnika musiały zawrócić na okręty.
Tymczasem siły tureckie w Akcjum wsparły flotę Barbarossy, co zmusiło Dorię do odpłynięcia na pełne morze. Chcąc zdobyć Akcjum, chrześcijanie musieli wysadzić desant swych żołnierzy na ląd. Doria obawiał się jednak przegranej w walce lądowej, a porażka Grimaniego odpartego przez siły tureckie jedynie potwierdziła jego obawy. Ponadto w czasie, gdy siły chrześcijan próbowały bezskutecznie wylądować na wyspie, zerwały się niekorzystne wiatry sprzyjające stronie tureckiej. Nocą z dnia 27 na 28 września Doria popłynął 30 mil na południe, a po ustaniu wiatru zakotwiczył na głębi koło wyspy Leukas. Nocą wraz ze swymi dowódcami zdecydował się zainscenizować atak na Lepanto, z zamiarem zmuszenia floty Barbarossy do walki.

## Przebieg bitwy
Rankiem zaskoczony Doria zauważył płynących w jego kierunku Turków, na czele z 6 wielkimi galerami Turguta Reisa zbliżającymi się do wybrzeża. Mimo iż chrześcijanie liczebnie przeważali nad przeciwnikiem, stracili ponad trzy godziny na zebranie pozostałych sił.
Słaby wiatr nie sprzyjał manewrom genueńskiego admirała. Największy wenecki okręt flagowy Galeone di Venezia, wyposażony w ciężką artylerię, stał unieruchomiony w odległości 4 mil od lądu i ok. 10 mil od kotwicowiska. Kiedy pozostałe okręty ruszały z pomocą tej jednostce, zostały okrążone przez okręty tureckie i zaangażowane w gwałtowny parugodzinne starcie. W jego wyniku galery tureckie poniosły znaczne szkody. Dopiero po ponownym nasileniu wiatru okręty Ligi Świętej na rozkaz Dorii rozpoczęły serię manewrów, mających na celu wywabienie Turków na pełne morze. 
Lewe skrzydło floty chrześcijańskiej tworzyły okręty wicekróla Sycylii – Ferrante Gonzagi, prawe skrzydło zajęły galery rycerzy maltańskich. Czterem najszybszym dowodzonym przez swego bratanka Giovanniego Dorię admirał nakazał zajęcie pozycji w centrum. Galery papieskie i weneckie pod wodzą Alessandro Condalmiero oraz statki genueńskie Francisco Dorii rozmieszczono na krańcach szyku.
Szyk turecki miał kształt litery Y, z frontowym półksiężycem, którego centrum dowodził sam Barbarossa, i tylną silną kolumną odwodową pod naczelnym dowództwem Turgut Reisa. Turcy szybko sprowokowali galery weneckie i papieskie do walki. Sam Doria zwlekał z atakiem centrum na przeciwnika, ograniczając się do manewrów taktycznych. Pod koniec dnia Turcy zdobyli pewną liczbę jednostek chrześcijańskich, część zaś zatopili. Następnego ranka korzystając z pomyślnego wiatru, Doria podniósł kotwicę i opuścił miejsce bitwy kierując się na Korfu. Tym samym pozostawił okręty weneckie i papieskie okręty na łasce Turków.
Straty tureckie wyniosły 400 zabitych i 800 rannych, po stronie Osmanów nie było jednak żadnej zatopionej jednostki, mimo że wiele okrętów doznało poważnych uszkodzeń od ostrzału armatniego. Turcy zatopili 2 galery weneckie i jedną papieską, a także 5 okrętów hiszpańskich z żołnierzami (wielu z nich dostało się do niewoli). Ponadto podpalili 5 statków handlowych z Wenecji i Raguzy, zdobyli 36 statków chrześcijańskich i wzięli do niewoli 3000 ludzi.

## Następstwa
Zwycięstwo to umożliwiło Turkom na okres ponad 40 lat (do czasu bitwy pod Lepanto) panowanie na Morzu Śródziemnym. W roku 1539 Barbarossa zdobył prawie wszystkie przyczółki chrześcijan na Morzu Jońskim i Egejskim.
W roku 1540 doszło do podpisania układu pokojowego pomiędzy Wenecją i Turcją, na mocy którego Turcy przejęli kontrolę nad weneckimi posiadłościami w Morei i Dalmacji, a także wyspami na morzach Egejskim, Jońskim i wschodnim akwenem Adriatyku. Dodatkowo Wenecja zmuszona była do zapłaty na rzecz Turcji kontrybucji w wysokości 300 000 złotych dukatów.
Zwycięstwo pod Prewezą oraz bitwa morska pod Dżerbą w roku 1560 wzmocniły Turcję, osłabiając za to pozycję Wenecji i Hiszpanii w basenie śródziemnomorskim. Dopiero w 1571 po klęsce pod Lepanto dominacja turecka w tym akwenie została podważona.